# Melbourne Summer Set
Melbourne Summer Set – dwa żeńskie turnieje tenisowe kategorii WTA 250 zaliczane do cyklu WTA Tour oraz męski turniej tenisowy kategorii ATP Tour 250 zaliczany do cyklu ATP Tour, rozgrywane na kortach twardych w Melbourne od sezonu 2022.
Zmagania odbywają się na kortach Melbourne Park, na których corocznie organizowany jest Australian Open.

## Mecze finałowe

### Gra pojedyncza mężczyzn
| Rok  | Zwycięzca    | Finalista     | Wynik       |
| 2022 | Rafael Nadal | Maxime Cressy | 7:6(6), 6:3 |

### Gra pojedyncza kobiet
| Rok      | Zwyciężczyni     | Finalistka              | Wynik         |
| 2022 (1) | Simona Halep     | Wieronika Kudiermietowa | 6:2, 6:3      |
| 2022 (2) | Amanda Anisimova | Alaksandra Sasnowicz    | 7:5, 1:6, 6:4 |

### Gra podwójna mężczyzn
| Rok  | Zwycięzcy                   | Finaliści                                 | Wynik    |
| 2022 | Wesley Koolhof Neal Skupski | Ołeksandr Nedowiesow Aisam-ul-Haq Qureshi | 6:4, 6:4 |

### Gra podwójna kobiet
| Rok      | Zwyciężczynie                    | Finalistki                     | Wynik             |
| 2022 (1) | Asia Muhammad Jessica Pegula     | Sara Errani Jasmine Paolini    | 6:3, 6:1          |
| 2022 (2) | Bernarda Pera Kateřina Siniaková | Tereza Martincová Majar Szarif | 6:2, 6:7(7), 10–5 |